# 托塔兰
托塔兰，是西班牙安达卢西亚自治区马拉加省的一个市镇。 总面积9平方公里，总人口622人（2001年），人口密度69人/平方公里。